# Parafia Najświętszego Serca Pana Jezusa w Bukowinie Tatrzańskiej
Parafia Najświętszego Serca Pana Jezusa w Bukowinie Tatrzańskiej – parafia rzymskokatolicka w Bukowinie Tatrzańskiej należąca do dekanatu Białka Tatrzańska archidiecezji krakowskiej.